# Хранителі історії
Хранителі історії (англ. The Story Keepers) - це християнський анімаційний серіал виробництва Zondervan, що вперше транслювався з 1995 по 1997 рік в Америці та Ірландії. Він розповідає історію пригод християнського лідера і його сім'ї, які проживають в Стародавньому Римі. Їхня місія полягає в тому, щоб тримати історії Ісуса живими протягом 1-го століття. Серіал складається з тринадцяти епізодів. Дубльований асоціацією милосердя Еммануїл.

## Епізоди
| Номер | Оригінальна назва        | Українська назва         |
| ----- | ------------------------ | ------------------------ |
| 1     | Breakout                 | Втеча                    |
| 2     | Raging Waters            | Бурхливі води            |
| 3     | Catacomb Rescue          | У катакомбах             |
| 4     | Ready, Aim, FIRE!        | Готуйся, цілься, вогонь! |
| 5     | Sink or Swim             | Або пан або пропав       |
| 6     | Starlight Escape         | Втеча                    |
| 7     | Roar in the Night        | Нічний рик               |
| 8     | Captured                 | Проданий у рабство       |
| 9     | Trapped!                 | Між двох вогнів          |
| 10    | Tricked by a Traitor     | Зраджені зрадником       |
| 11    | Tried and True           | Випробуваний та вірний   |
| 12    | Caught at the Crossroads | Прощавай Рим             |
| 13    | To the Ends of the Earth | До краю землі            |